# ПФК ЦСКА (София) през сезон 2021/22
През сезон 2021/22 ЦСКА участва в Първа лига, Лига Европа, Купата на България и Лига на конференциите. На 17 юли 2021 г. носителят на Купата на България ЦСКА се изправя срещу шампиона на Първа лига Лудогорец в мач за Суперкупата на България, като орлите тотално надиграват тима на Любослав Пенев и печелят двубоя с категоричното 4:0, така надеждите на армейците да влезнат в сезона с отличие не се осъществяват. Във втория квалификационен кръг от турнира Лига на конференциите ЦСКА се изправя срещу латвийския ФК Лиепая. Първият мач между двата отбора, игран на стадион „Българска армия“ в София, завършва 0:0 и така интригата остава за реванша в Латвия. На 26 юли 2021 г. в ЦСКА се вземат радикални мерки и се освобождава цялото спортно-техническо ръководство на клуба, както и цялото ръководно тяло. Със своите длъжности се разделят изпълнителният директор, главният мениджър, пресаташето, старши треньорът и неговият екип. Длъжностите „Спортен директор“, „Технически директор“ и „Главен мениджър“ се закриват, а дейността им се аутсорсва на голяма германска компания. Алън Пардю става съветник на акционерите по футболни въпроси, новият старши треньор на отбора е Стойчо Младенов, а изпълнителен директор е Филип Филипов. В мача реванш срещу Лиепая, игран в Латвия, срещата също завършва 0:0 и след двете продължения се стига до изпълнение на дузпи, при което ЦСКА печели с 1:3 и така в следващия кръг на турнира Лига на конференциите се изправя срещу добре познатия отбор на Осиек от Хърватия. В първия мач, игран в България, ЦСКА разгромява Осиек с 4:2, а реваншът в Хърватия завършва 1:1 и така ЦСКА се класира напред в надпреварата с общ резултат от двата мача 5:3. Следващият съперник на „армейците“ е Виктория (Пилзен). В първия мач в Чехия ЦСКА не показва добра игра и с доста мудно представяне губи с 2:0. В реванша ЦСКА показва съвсем друго лице и вкарва по едно попадение през първото и второто полувреме, а далеч в продълженията (119 мин.) „армейците“ добавят трето попадение, с което елиминират противника с общ резултат 3:2 и се класират за груповата фаза на турнира Лига на конференциите.